# Vemaster sudatlanticus
Vemaster sudatlanticus is een zeester uit de familie Ganeriidae.
De wetenschappelijke naam van de soort werd in 1965 gepubliceerd door Bernasconi.